# Chareil-Cintrat
Chareil-Cintrat is een gemeente in het Franse departement Allier (regio Auvergne-Rhône-Alpes) en telt 317 inwoners (1999). De plaats maakt deel uit van het arrondissement Moulins.
De kerk Saint-Blaise-Saint-Martin van Chareil gaat terug tot de 10e eeuw en werd in 1981 beschermd als historisch monument.

## Geografie
De oppervlakte van Chareil-Cintrat bedraagt 13,0 km², de bevolkingsdichtheid is 24,4 inwoners per km².
De onderstaande kaart toont de ligging van Chareil-Cintrat met de belangrijkste infrastructuur en aangrenzende gemeenten.

## Demografie
Onderstaande figuur toont het verloop van het inwonertal (bron: INSEE-tellingen).
Vanwege een beveiligingsprobleem met de MediaWiki Graph-software is het momenteel niet mogelijk deze grafiek weer te geven. Zodra de software is bijgewerkt zal de grafiek vanzelf weer zichtbaar worden.